# La mia musica
A La mia musica Toto Cutugno harmadik nagylemeze, amely 1982-ben jelent meg. A címadó sláger egy évvel korábban jelent meg.

## A lemez dalai
1. La mia musica
2. L'estate vola via
3. Maledetto sogno
4. Mi va
5. America
6. Con te
7. Punto e virgola
8. Da poco tempo che
9. Sinfonia

## Közreműködött
- Toto Cutugno - ének, effektusok, zongora, fender rhodes, szaxofon
- Sergio Farina - gitár
- Gaetano Leandro - szintetizátorok
- Dino D'Autorio - basszusgitár
- Flaviano Cuffari - dobok

## Fordítás
- Ez a szócikk részben vagy egészben  a   La mia musica (album Toto Cutugno) című olasz Wikipédia-szócikk ezen változatának fordításán alapul.  Az eredeti cikk szerkesztőit annak laptörténete sorolja fel. Ez a jelzés csupán a megfogalmazás eredetét és a szerzői jogokat jelzi, nem szolgál a cikkben szereplő információk forrásmegjelöléseként.